# Сто к одному
«Сто к одному» — российская командная телеигра, созданная на основе оригинального американского шоу Family Feud.

## Формат
Цель участников игры состоит в том, чтобы угадать наиболее распространённые ответы людей с улицы на предложенные вопросы, на которые невозможно дать однозначный объективный ответ, например, «Какую еду больше всего любят французы?». Ответы бывают порой совершенно непредсказуемы и очень забавны. К примеру, на вопрос «Кто поддерживает порядок в стране?» десять из ста случайных прохожих могли дать ответ «дворники». Другие примеры вопросов: «Что делает женщина, когда у неё сломался каблук?», «Каких насекомых чаще всего убивают?».
Каждый игрок должен высказать своё мнение, предложить свою версию, но победа (или поражение) достаётся всей команде в целом. Чаще всего команды для телеигры составляются по профессиональному признаку, и нередко в игре принимают участие популярные певцы, актёры, спортсмены.

## История
Телеигра транслировалась на телеканалах «НТВ» (8 января 1995 — 30 декабря 1996), «МТК» (11 января — 7 июня 1997), «ТВ Центр» (14 июня 1997 — 20 сентября 1998). С 10 октября 1998 года выходит на телеканале «РТР» / «Россия» / «Россия-1». Хронометраж телеигры (без рекламных блоков) равен 40 минутам. С 2003 года телепрограмма уходила в летний отпуск (исключением стал 2010 год). Ведущие — Александр Гуревич (1995—2022), Александр Акопов (с 2022). Производством телепроекта занимается «2V Media» (ранее проект принадлежал компании «Видео Интернешнл»).
В 2002 и 2023 годах телеигра дважды стала лауреатом премии «ТЭФИ» в номинации «Телевизионная игра».
В конце февраля 2022 года Александр Гуревич выступил против вторжения России в Украину, оставив комментарии к нескольким новым выпускам от имени официального YouTube-канала телепрограммы, а также извинился перед зрителями, которые не готовы смотреть развлекательные передачи в это время. Впоследствии все выпуски телепередачи были удалены с YouTube-канала. Позднее Гуревич уволился с ВГТРК.
1 марта 2022 года компания-лицензиар Fremantle прекратила продажу и лицензирование форматов для российского ТВ. В их число вошёл и формат шоу «Сто к одному».
С 2 апреля по 8 октября 2022 года на телеканале «Россия-1» в один из выходных дней, помимо свежих программ, транслировались повторы выпусков, вышедших год назад. Согласно официальному комментарию «Студии 2В», данное решение — это прерогатива телеканала. Также студия сообщила, что следующий съёмочный цикл начнётся в октябре 2022 года.
4 октября 2022 года новым ведущим телеигры стал бывший генеральный директор «РТР» и заместитель председателя ВГТРК на момент перехода с «ТВ Центра», а также продюсер и преподаватель Александр Акопов, чья кандидатура была предложена руководством телеканала «Россия-1». Ранее на роль ведущего рассматривался Михаил Ширвиндт, отказавшийся от предложения ввиду общей программной политики телеканала.

## Правила игры
В игре соревнуются две команды, каждая из которых состоит из пяти человек. Весь игровой процесс состоит из пяти раундов — «Простая игра», «Двойная игра», «Тройная игра», «Игра наоборот» и «Большая игра». Важную роль в игре выполняет табло, на котором отображаются шесть самых популярных вариантов ответов на вопросы (изначально скрытых, как раз их и нужно угадать) и шесть индикаторов промаха (по три на команду). В большой игре табло содержит пять строк, содержащих по две названных игроками версии и количество людей, ответивших так же. Для показа ответов и счёта очков в большой игре ранее использовалось электромеханическое блинкерное табло (последний раз применялось 2 декабря 2017 года), с 3 декабря 2017 года вместо него используется ЖК-дисплей.

#### Простая игра
Простая игра начинается с «розыгрыша». К специальному столу с двумя кнопками подходят капитаны команд. Затем ведущий объявляет вопрос, после чего каждый участник старается быстрее своего соперника нажать свою кнопку. Тот, кому удалось это сделать первым, называет свою версию ответа на вопрос. Если версия есть на табло, открывается соответствующая строчка (при открытии строчки число очков за этот ответ переходит в «фонд игры»; число очков равно количеству опрошенных, назвавших данную версию). Если эта версия оказалась самой популярной среди опрашиваемых и оказалась на первой строчке табло, ведущий тут же продолжает играть с той командой, игрок которой дал правильный ответ. Иначе пытается ответить второй участник розыгрыша. Если его версия оказалась популярнее названной ранее версии (находится на более высокой строке табло), ход переходит к его команде, в противном случае игра продолжается с командой противников. В том случае, если из двух версий ни одна не оказалась на табло, розыгрыш повторяется, но соревнуются уже следующие участники команды до тех пор, пока не определится команда.
Определив команду, ведущий переходит к основной части игры. Он по кругу опрашивает игроков, которые называют ответы на вопрос. Если версия присутствует на табло, она открывается и очки, соответствующие версии, переходят в «фонд», если же её нет, команде засчитывается промах (звучит специальный громкий звуковой сигнал и загорается жёлтый индикатор промаха, на котором включается изображённый красный крест). Игра проходит до тех пор, пока не будут открыты все шесть строк табло (в этом случае все очки из «фонда» переходят в счёт команды), либо пока не будет набрано три промаха.
В последнем случае ведущий проводит так называемый блиц-опрос у другой команды. Начиная с конца, он узнаёт четыре версии ответа на вопрос у четырёх участников команды. Затем капитан должен выбрать одну из версий участников своей команды или предложить свою. Отмеченная капитаном версия ищется на табло. Если она есть, строчка открывается и очки с неё добавляются в «фонд», который затем переходит в счёт команды, если же её там нет, команде засчитывается промах, и «фонд» достаётся соперникам. По окончании игры ведущий открывает оставшиеся строки, если таковые имеются: он же может указать игрока одной из команд, который пытался предложить эту версию.

#### Двойная игра
Двойная игра происходит аналогично простой игре, но с разницей, что очки за каждую угаданную строку удваиваются. Ещё одно отличие состоит в том, что розыгрыш проводится не между капитанами, а между вторыми участниками команд соответственно (если же игрок уже участвовал в предыдущем розыгрыше, идёт следующий по порядку участник).

#### Тройная игра
Тройная игра происходит аналогично простой игре, но с разницей, что очки за каждую угаданную строку утраиваются. Ещё одно отличие состоит в том, что розыгрыш проводится не между вторыми, а между третьими участниками команд соответственно.

#### Игра наоборот
| Распределение очков | Распределение очков |
| ------------------- | ------------------- |
| 1 строка            | 15                  |
| 2 строка            | 30                  |
| 3 строка            | 60                  |
| 4 строка            | 120                 |
| 5 строка            | 180                 |
| 6 строка            | 240                 |

«Игра наоборот» отличается от прочих тем, что для команды наиболее выгодно угадывать не первую строчку табло, а пятую или шестую, то есть самые непопулярные ответы. После зачитывания ведущим вопроса командам даётся 20 секунд на совещание, после которого капитаны называют ответы. Версии команд являются окончательными, они не должны совпадать, нельзя изменить их или предложить более одной версии от каждой команды. Первой отвечает команда, имеющая меньшее число очков к началу розыгрыша.
Затем ведущий открывает табло. Если версия на строке не была угадана игроками, то вместе с открытием строки проигрывается сигнал промаха, а если встречаются версии команд, очки сразу перечисляются на их счёт. Игра наоборот часто коренным образом влияет на ход всей программы. Часто вопросы в игре наоборот начинаются со слова «Самый…», «Самая…» или «Самое…», например, «Самый известный советский боксёр».
Иногда, если одна из команд опережала другую более чем на 240 очков, то есть обогнать её было невозможно, в игре наоборот разыгрывался приз от спонсора между капитанами команд. На табло по очереди открывались ответы (начиная с наименее популярного), и по ним надо было угадать вопрос. Игра наоборот появилась в качестве дополнительного раунда в 1997 году.
Если счёт после этого раунда окажется равным, то победитель противостояния двух команд определяется путём жребия. Так, 27 января 2013 года в эфир вышла телепередача, где после четырёх раундов между командами счёт оказался равным: у обеих команд по 298. Александр Гуревич вызвал капитанов команд, и они с помощью игры «камень-ножницы-бумага» выяснили, чья команда будет играть.

#### Большая игра
В большой игре принимают участие два игрока команды, набравшей большее количество очков на протяжении всей программы. Перед началом игры они договариваются между собой, кто играет первым, а кто временно уходит за кулисы. Первому участнику большой игры даётся 15 секунд (с конца 2023 года — 20), за которые он должен дать ответы на пять вопросов. За каждое совпадение ответа игрока с ответом на улице в «фонд» большой игры перечисляется количество очков, равное количеству голосов по совпавшему ответу. После проверки всех ответов на площадку возвращается второй игрок, который не знает ни вопросов, ни ответов своего коллеги, ни полученных за них очков (общее число набранных очков, однако, не скрывается). За 20 секунд (с конца 2023 года — 30) он отвечает на те же вопросы, причём его ответы не должны совпадать с ответами первого игрока. Если это произойдёт, прозвучит звуковой сигнал, и игрок обязан назвать любую другую версию. При попытке сокомандников подсказывать ведущий может аннулировать ответ.
Ответы второго игрока проверяются, и очки за них подсчитываются и добавляются в «фонд» таким же образом. Ранее ответы второго игрока в виде «синонимов» не принимались, сейчас не принимаются только ответы, которые совпали с ответами предыдущего игрока только в словах. Если во время большой игры «фонд» составляет 200 или более очков, игра останавливается и команда объявляется победительницей программы. Она получает главный призовой фонд игры. С 2015 до 2019 года перед началом большой игры команде дарилось число очков, совпадающее с возрастом российского варианта игры.

## Призовой фонд
Главный приз, который достаётся команде в случае выигрыша в большой игре, носит денежный эквивалент:
- с 8 января по 30 апреля 1995 года — 5 000 000 рублей;
- с 7 мая 1995 по 28 декабря 1997 года — 10 000 000 рублей;
- с 4 января 1998 по 25 марта 2000 года, после денежной деноминации 1998 года — 10 000 рублей;
- с 1 апреля 2000 по 21 сентября 2014 года — 25 000 рублей;
- с 28 сентября 2014 по 30 декабря 2023 года — 50 000 рублей;
- 25 июня 2017 года — 150 000 рублей;
- с 13 января 2024 года — 100 000 рублей.

## Пародии
- В выпуске телешоу «Большая разница» от 20 декабря 2009 года была спародирована игра «Сто к одному» с участием звёзд: Сергея Зверева, Анастасии Волочковой, Димы Билана и Тимати[12]. В действительности Тимати принял участие в выпуске от 6 апреля 2014 года[13].
- 17 марта 2012 года в юмористическом шоу «Yesterday Live» была пародия на заставку этой телепередачи, где звучала начальная песня с придуманными к ней словами[14].
- 10 ноября 2024 года в эфире телеканала СТС вышел проект «Шоу из шоу»[15], в каждом выпуске которого актеры шоу «Импровизаторы» Антон Шастун и Арсений Попов пародируют различные российские шоу. В число пародий вошло и шоу «Сто к одному» под названием «Один к ста», а вёл эту пародию на шоу Антон Шастун.

## Награды
| Год  | Премия | Категория / Номинация                                | Результат | Прим.         |
| ---- | ------ | ---------------------------------------------------- | --------- | ------------- |
| 2000 | ТЭФИ   | Телевизионная игра Ведущий развлекательной программы | Номинация | [ 16 ] [ 17 ] |
| 2002 | ТЭФИ   | Телевизионная игра                                   | Победа    | [ 2 ]         |
| 2014 | ТЭФИ   | «Дневной эфир» / Телеигра                            | Номинация |               |
| 2015 | ТЭФИ   | «Дневной эфир» / Телеигра                            | Номинация |               |
| 2016 | ТЭФИ   | «Дневной эфир» / Телеигра                            | Номинация |               |
| 2017 | ТЭФИ   | «Дневной эфир» / Телеигра                            | Номинация |               |
| 2018 | ТЭФИ   | «Дневной эфир» / Телеигра                            | Номинация |               |
| 2023 | ТЭФИ   | Телевизионная игра                                   | Победа    | [ 18 ]        |